# Basilicata
Basilicata of Lucanië is een regio in het zuiden van Italië die grenst aan Campanië in het westen, Apulië in het oosten en Calabrië in het zuiden. Het heeft een korte kuststrook aan de Tyrreense Zee en ook aan de Golf van Tarente (deel van de Ionische Zee) aan de zuidoostkant.
De oppervlakte regio neemt ongeveer een dertigste van het nationale territorium in beslag, oftewel 3,3%. Qua grootte staat de regio op de veertiende plaats. Iets meer dan 1% van de totale nationale bevolking woont in Basilicata. Na het Valle d'Aosta is Basilicata de dunstbevolkte regio van Italië.
De hoofdstad van de regio is Potenza. De regio bestaat uit twee provincies met gelijknamige hoofdsteden: Potenza en Matera.
Over het algemeen is de regio bergachtig en het hoogste punt van de zuidelijke Apennijnen is Monte Pollino (2.197 m). Monte Vulture, in de noordwestelijke hoek, is een uitgedoofde vulkaan (1.326 m). Het bergachtige terrein maakte communicatie tot aan de moderne tijd moeilijk. Basilicata was lange tijd een van de minst ontwikkelde regio's van Italië.

## Geschiedenis
In de Romeinse tijd heette het district Lucania en werd het samen met het zuidelijke district Bruttii bestuurd. Het district Lucania heette zo vanwege het volk dat de naam Lucani (Lucaniërs) droeg, dat het land rond het midden van de 5e eeuw v.Chr. binnenviel, en de inheemse stammen, die bij de Grieken bekendstonden als Oenotrianen en Chonen, de bergen in het binnenland injoeg. Aan weerszijden was de kust bevolkt door sterke Griekse koloniën, die deel uitmaakten van Magna Graecia.
De Lucaniërs spraken een Oskische taal. Strabo berichtte dat zij een democratie kenden, behalve in oorlogstijd, wanneer een dictator werd gekozen uit de gewone magistraten. De weinige Oskische inscripties die uit de 4e of 3e eeuw v.Chr. zijn overgebleven, zijn in het Griekse alfabet geschreven.
In het Italiaans worden de inwoners van Basilicata nog steeds lucani genoemd.

## Toponymie
Er wordt voor het eerst gewag gemaakt van de term Basilicata rond de 10e eeuw.
De naam zou van het Oudgriekse βασιλικός (basilikos) komen. Zo werden namelijk de toenmalige Byzantijnse bestuurders genoemd. In het Oudgrieks betekent basilikos 'koninklijk', 'van de koning' zeggen en is afgeleid van βασιλεύς (basileus), 'koning'.
Een andere hypothese wil dat de term van de basiliek van Acerenza afgeleid is, wier bisschop jurisdictie over het territorium had.
Die naam komt voor het eerst voor in de catalogus der Normandische baronnen van 1154.
Een minder bevestigde hypothese wil dat de oorsprong zou te vinden zijn in de naam van keizer Basilius II van Byzantium.

## Economie
De economie van Basilicata is vooral op de landbouw gebaseerd. In de regio wordt veel maïs, tarwe, gerst en haver verbouwd, het is de graanschuur van Italië. Ook de fruitteelt is goed ontwikkeld met pruimen, perziken, peren, kiwi's en citrusvruchten. In de berglanden wordt veel veeteelt bedreven. Het gaat hier vooral om schapen, varkens, en geiten en in mindere mate rundvee. Nabij de hoofdstad Potenza is wat chemische industrie gevestigd, het dal van de rivier de Basento heeft zich meer op de textiel gericht. De voedingsmiddelenindustrie is sterker vertegenwoordigd in Basilicata. De visserij is langs de Ionische en Tyrreense kust redelijk ontwikkeld. Het toerisme aan de kuststroken komt langzaam op gang, de belangrijkste badplaatsen zijn Lido di Metaponto en Maratea.
Van de industriële activiteiten draagt de industrie met 64% van het totaal bij aan de bruto toegevoegde waarde van de secundaire sector, terwijl de bouwsector 24% bijdraagt. Binnen de dienstensector zijn de belangrijkste activiteiten in termen van bruto toegevoegde waarde, zakelijke activiteiten, handel, onderwijs en openbaar bestuur. De laatste jaren hebben zich nieuwe productiesectoren ontwikkeld: industrie, automobielindustrie en vooral oliewinning (Eni & TotalEnergies).

## Bezienswaardigheden
Basilicata is nog weinig door de toerist ontdekt.  Matera met haar Sassi geldt als bezienswaardig. Hiernaast telt het gebied een aantal karakteristieke kleinere plaatsen zoals Pisticci, Melfi, Ferrandina en het verlaten Craco. Nabij de Ionische kust, met zandstranden, ligt het archeologische park van Metaponto met ruïnes van een Griekse tempel uit de 7e eeuw v.Chr. De Tyrreense kust is rotsachtig, hier ligt Maratea met haar kleine stranden en jachthaven. Belangrijk voor het toerisme zijn het gebergte van de Pollino en de Lucanische Dolomieten.

## Provincies en belangrijke steden
|  | Provincie | Afkorting | Hoofdstad | Belangrijke plaatsen |
|  | Matera    | MT        | Matera    | Pisticci             |
|  | Potenza   | PZ        | Potenza   | Melfi                |

## Galerij

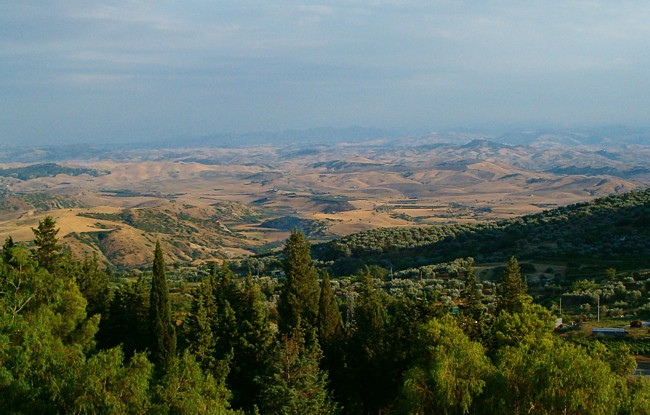
Uitzicht op het dal van de Basento
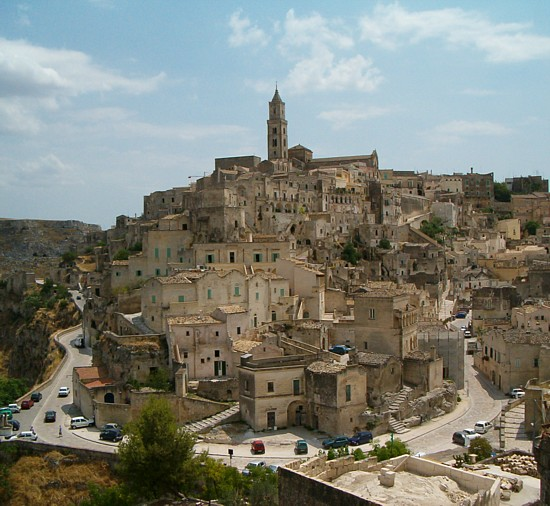
Zicht op de stad Matera
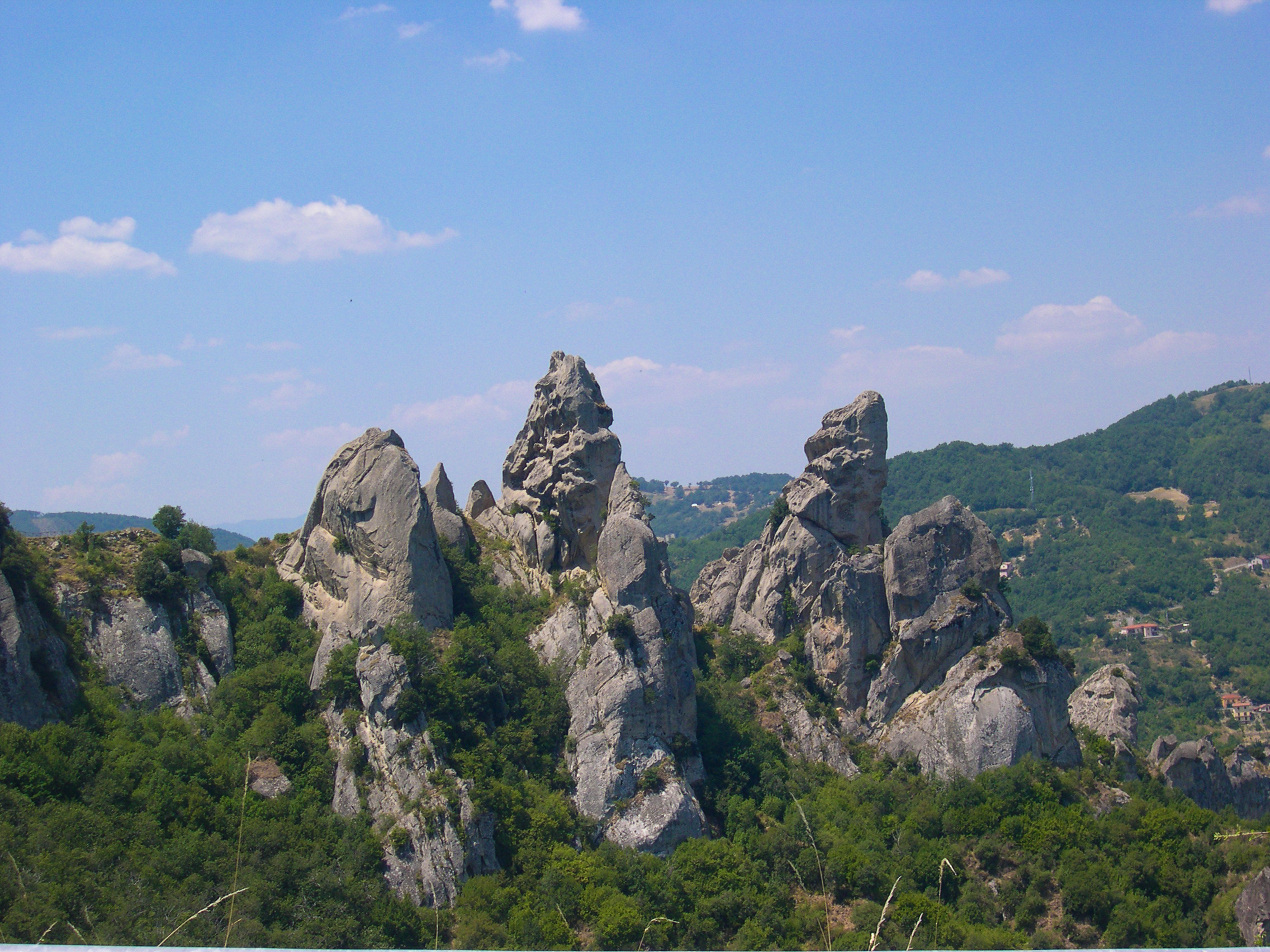
De Lucanische Dolomieten